# Skoatterlânske Kompanjonsfeart
Le Skoatterlânske Kompanjonsfeart (en néerlandais, Schoterlandse Compagnonsvaart) est un canal néerlandais de la Frise.
La construction du canal a commencé en 1551. Pour développement le défrichement à l'est de Heerenveen, on a creusé le Skoatterlânske Kompanjonsfeart à partir du Hearresleat vers l'est, en passant sur le territoire des villages de De Knipe, de Bontebok, de Jubbega, jusqu'à Hoornsterzwaag. À Jubbega, un embranchement permet de rejoindre la rivière de Tjonger.
Dans le canal on a construit quatre écluses pour permettre de rejoindre Hoornsterzwaag, situé à une altitude supérieure d'une dizaine de mètres. Le canal était un axe de transport très important dans cette région desservie par très peu de routes. Outre le transport de la tourbe, le canal servait également à l'évacuation des eaux des marais défrichés.
Une partie du trajet du canal se trouve parallèle au Opsterlânske Kompanjonsfeart ; les deux canaux sont reliés entre eux par plusieurs petits canaux. Dans les années 1960, le tronçon Heerenveen - De Knipe fut comblé.

## Source
- (nl) Cet article est partiellement ou en totalité issu de l’article de Wikipédia en néerlandais intitulé « Schoterlandse Compagnonsvaart » (voir la liste des auteurs).